# Kanton Albertville-1
Der Kanton Albertville-1 ist ein französischer Wahlkreis im Département Savoie in der Region Auvergne-Rhône-Alpes. Er umfasst neun Gemeinden im Arrondissement Albertville. Durch die landesweite Neuordnung der französischen Kantone wurde er 2015 neu geschaffen mit Albertville als Hauptort (frz.: bureau centralisateur).

## Gemeinden
Der Kanton besteht aus 9 Gemeinden und Gemeindeteilen mit insgesamt 19.701 Einwohnern (Stand: 2022) auf einer Gesamtfläche von 157,07 km²:
| Gemeinde             | Einwohner 1. Januar 2022 | Fläche km² | Dichte Einw./km² | Code INSEE | Postleitzahl |
| -------------------- | ------------------------ | ---------- | ---------------- | ---------- | ------------ |
| Albertville          | 10.377                   | 14,76      | 703              | 73011      | 73200        |
| Allondaz             | 295                      | 4,08       | 72               | 73014      | 73200        |
| Cevins               | 707                      | 32,66      | 22               | 73063      | 73730        |
| Esserts-Blay         | 758                      | 15,51      | 49               | 73110      | 73540        |
| La Bâthie            | 2.168                    | 22,45      | 97               | 73032      | 73540        |
| Mercury              | 3.471                    | 22,33      | 155              | 73154      | 73200        |
| Rognaix              | 487                      | 8,98       | 54               | 73216      | 73730        |
| Saint-Paul-sur-Isère | 533                      | 20,93      | 25               | 73268      | 73730        |
| Tours-en-Savoie      | 905                      | 15,37      | 59               | 73298      | 73790        |
| Kanton Albertville-1 | 19.701                   | 157,07     | 125              | 7303       | –            |

1. ↑   Nur der nordöstliche Teil der Gemeinde, der Rest gehört zum Kanton Albertville-2.

## Politik
| Vertreter im Départementsrat | Vertreter im Départementsrat  | Vertreter im Départementsrat |
| Amtszeit                     | Namen                         | Partei                       |
| ---------------------------- | ----------------------------- | ---------------------------- |
| 2015–2021                    | Martine Berthet Hervé Gaymard | LR                           |
| 2021–                        | Martine Berthet Hervé Gaymard | LR                           |